# Список видов семейства Palpimanidae
Список всех описанных видов пауков семейства Palpimanidae на 23 августа 2013 года.

## Anisaedus
Anisaedus Simon, 1893
- Anisaedus aethiopicus Tullgren, 1910 — Танзания
- Anisaedus gaujoni Simon, 1893 — Эквадор, Перу
- Anisaedus levii Chickering, 1966 — Вест-Индия, вероятно Африка
- Anisaedus pellucidas Platnick, 1975 — Чили
- Anisaedus rufus (Tullgren, 1905) — Аргентина
- Anisaedus stridulans Gonzalez, 1956 — Перу

## Badia
Badia Roewer, 1961
- Badia rugosa Roewer, 1961 — Сенегал

## Boagrius
Boagrius Simon, 1893
- Boagrius incisus Tullgren, 1910 — Танзания
- Boagrius pumilus Simon, 1893 — Малайзия, Суматра

## Chedima
Chedima Simon, 1873
- Chedima purpurea Simon, 1873 — Марокко

## Diaphorocellus
Diaphorocellus Simon, 1893
- Diaphorocellus albooculatus Lawrence, 1927 — Намибия
- Diaphorocellus biplagiatus Simon, 1893 — Южная Африка
- Diaphorocellus helveolus (Simon, 1910) — Ботсвана
- Diaphorocellus rufus (Tullgren, 1910) — Танзания

## Fernandezina
Fernandezina Biraben, 1951
- Fernandezina acuta Platnick, 1975 — Бразилия
- Fernandezina dasilvai Platnick, Grismado & Ramirez, 1999 — Бразилия
- Fernandezina divisa Platnick, 1975 — Бразилия
- Fernandezina ilheus Platnick, Grismado & Ramirez, 1999 — Бразилия
- Fernandezina maldonado Platnick, Grismado & Ramirez, 1999 — Перу
- Fernandezina pelta Platnick, 1975 — Бразилия
- Fernandezina pulchra Biraben, 1951 — Боливия, Аргентина
- Fernandezina saira Buckup & Ott, 2004 — Бразилия
- Fernandezina takutu Grismado, 2002 — Гайана
- Fernandezina tijuca Ramirez & Grismado, 1996 — Бразилия

## Hybosida
Hybosida Simon, 1898
- Hybosida dauban Platnick, 1979 — Сейшеллы
- Hybosida lesserti Berland, 1920 — Восточная Африка
- Hybosida lucida Simon, 1898 — Сейшеллы
- Hybosida scabra Simon & Fage, 1922 — Восточная Африка

## Ikuma
Ikuma Lawrence, 1938
- Ikuma spiculosa (Lawrence, 1927) — Намибия
- Ikuma squamata Lawrence, 1938 — Намибия

## Levymanus
Levymanus Zonstein & Marusik, 2013
- Levymanus gershomi Zonstein & Marusik, 2013 — Израиль

## Notiothops
Notiothops Platnick, Grismado & Ramirez, 1999
- Notiothops birabeni (Zapfe, 1961) — Чили
- Notiothops campana Platnick, Grismado & Ramirez, 1999 — Чили
- Notiothops cekalovici Platnick, Grismado & Ramirez, 1999 — Чили
- Notiothops huaquen Platnick, Grismado & Ramirez, 1999 — Чили
- Notiothops llolleo Platnick, Grismado & Ramirez, 1999 — Чили
- Notiothops maulensis (Platnick, 1985) — Чили
- Notiothops noxiosus Platnick, Grismado & Ramirez, 1999 — Чили
- Notiothops penai Platnick, Grismado & Ramirez, 1999 — Чили

## Otiothops
Otiothops MacLeay, 1839
- Otiothops amazonicus Simon, 1887 — Бразилия
- Otiothops atlanticus Platnick, Grismado & Ramirez, 1999 — Бразилия
- Otiothops baculus Platnick, 1975 — Бразилия
- Otiothops birabeni Mello-Leitao, 1945 — Бразилия, Аргентина
- Otiothops brevis Simon, 1892 — Венесуэла
- Otiothops calcaratus Mello-Leitao, 1927 — Колумбия
- Otiothops clavus Platnick, 1975 — Бразилия
- Otiothops contus Platnick, 1975 — Бразилия
- Otiothops curua Brescovit, Bonaldo & Barreiros, 2007 — Бразилия
- Otiothops dubius Mello-Leitao, 1927 — Бразилия
- Otiothops facis Platnick, 1975 — Бразилия
- Otiothops franzi Wunderlich, 1999 — Венесуэла
- Otiothops fulvus (Mello-Leitao, 1932) — Бразилия
- Otiothops germaini Simon, 1927 — Бразилия
- Otiothops giralunas Grismado, 2002 — Гайана
- Otiothops goloboffi Grismado, 1996 — Аргентина
- Otiothops gounellei Simon, 1887 — Бразилия
- Otiothops helena Brescovit & Bonaldo, 1993 — Бразилия
- Otiothops hoeferi Brescovit & Bonaldo, 1993 — Бразилия
- Otiothops iguazu Grismado, 2008 — Аргентина
- Otiothops inflatus Platnick, 1975 — Парагвай, Аргентина
- Otiothops intortus Platnick, 1975 — Тринидад
- Otiothops kathiae Piacentini et al., 2013 — Боливия
- Otiothops kochalkai Platnick, 1978 — Колумбия
- Otiothops lajeado Buckup & Ott, 2004 — Бразилия
- Otiothops loris Platnick, 1975 — Перу
- Otiothops luteus (Keyserling, 1891) — Бразилия
- Otiothops macleayi Banks, 1929 — Панама
- Otiothops naokii Piacentini et al., 2013 — Боливия
- Otiothops namratae Pillai, 2006 — Индия
- Otiothops oblongus Simon, 1891 — Сент-Винсент, Тринидад, Венесуэла, Гайана, Бразилия
- Otiothops payak Grismado & Ramirez, 2002 — Аргентина
- Otiothops pentucus Chickering, 1967 — Виргинские Острова
- Otiothops pilleus Platnick, 1975 — Бразилия
- Otiothops platnicki Wunderlich, 1999 — Бразилия
- Otiothops puraquequara Brescovit, Bonaldo & Barreiros, 2007 — Бразилия
- Otiothops recurvus Platnick, 1976 — Бразилия
- Otiothops setosus Mello-Leitao, 1927 — Бразилия
- Otiothops typicus (Mello-Leitao, 1927) — Бразилия
- Otiothops walckenaeri MacLeay, 1839 — Багамы, Куба
- Otiothops whitticki Mello-Leitao, 1940 — Гайана

## Palpimanus
Palpimanus Dufour, 1820
- Palpimanus aegyptiacus Kulczynski, 1909 — Египт, Чад, Тунис, Алжир
- Palpimanus argentinus Mello-Leitao, 1927 — Аргентина
- Palpimanus armatus Pocock, 1898 — Южная Африка
- Palpimanus aureus Lawrence, 1927 — Намибия
- Palpimanus canariensis Kulczynski, 1909 — Канарские Острова
- Palpimanus capensis Simon, 1893 — Южная Африка
- Palpimanus crudeni Lessert, 1936 — Мозамбик
- Palpimanus cyprius Kulczynski, 1909 — Кипр, Сирия, Израиль
- Palpimanus gibbulus Dufour, 1820 — Средиземноморье, Центральная Азия
- Palpimanus giltayi Lessert, 1936 — Мозамбик
- Palpimanus globulifer Simon, 1893 — Южная Африка
- Palpimanus hesperius Simon, 1907 — Сен-Томе
- Palpimanus leppanae Pocock, 1902 — Южная Африка
- Palpimanus lualabanus Benoit, 1974 — Конго
- Palpimanus maroccanus Kulczynski, 1909 — Марокко, Алжир
- Palpimanus meruensis Tullgren, 1910 — Танзания
- Palpimanus namaquensis Simon, 1910 — Южная Африка
- Palpimanus nubilus Simon, 1910 — Южная Африка
- Palpimanus orientalis Kulczynski, 1909 — Албания, Греция
- Palpimanus paroculus Simon, 1910 — Южная Африка
- Palpimanus potteri Lawrence, 1937 — Южная Африка
- Palpimanus processiger Strand, 1913 — Конго
- Palpimanus pseudarmatus Lawrence, 1952 — Южная Африка
- Palpimanus punctatus Kritscher, 1996 — Мальта
- Palpimanus sanguineus Strand, 1907 — Южная Африка
- Palpimanus schmitzi Kulczynski, 1909 — Сирия, Израиль
- Palpimanus simoni Kulczynski, 1909 — Сирия, Ливан, Израиль
- Palpimanus sogdianus Charitonov, 1946 — Турция, Центральная Азия
- Palpimanus stridulator Lawrence, 1962 — Намибия
- Palpimanus subarmatus Lawrence, 1947 — Южная Африка
- Palpimanus transvaalicus Simon, 1893 — Южная Африка
- Palpimanus tuberculatus Lawrence, 1952 — Южная Африка
- Palpimanus uncatus Kulczynski, 1909 — Египт, Турция, Греция
- Palpimanus vultuosus Simon, 1897 — Индия
- Palpimanus wagneri Charitonov, 1946 — Узбекистан

## Sarascelis
Sarascelis Simon, 1887
- Sarascelis chaperi Simon, 1887 — Кот-д’Ивуар, Гвинея-Бисау
- Sarascelis junquai Jezequel, 1964 — Кот-д’Ивуар
- Sarascelis kilimandjari (Berland, 1920) — Танзания
- Sarascelis lamtoensis Jezequel, 1964 — Кот-д’Ивуар, Гана
- Sarascelis luteipes Simon, 1887 — Конго, Сен-Томе
- Sarascelis raffrayi Simon, 1893 — Индия, Малайзия
- Sarascelis rebiereae Jezequel, 1964 — Кот-д’Ивуар

## Scelidocteus
Scelidocteus Simon, 1907
- Scelidocteus baccatus Simon, 1907 — Сен-Томе
- Scelidocteus berlandi Lessert, 1930 — Конго
- Scelidocteus lamottei Jezequel, 1964 — Кот-д’Ивуар
- Scelidocteus ochreatus Simon, 1907 — Гвинея-Бисау
- Scelidocteus pachypus Simon, 1907 — Западная Африка
- Scelidocteus schoutedeni Benoit, 1974 — Конго
- Scelidocteus vuattouxi Jezequel, 1964 — Кот-д’Ивуар

## Scelidomachus
Scelidomachus Pocock, 1899
- Scelidomachus socotranus Pocock, 1899 — Сокотра

## Steriphopus
Steriphopus Simon, 1887
- Steriphopus crassipalpis Thorell, 1895 — Мьянма
- Steriphopus gyirongensis (Hu & Li, 1987) — Китай
- Steriphopus lacertosus Simon, 1898 — Сейшеллы
- Steriphopus macleayi (O. P.-Cambridge, 1873) — Шри-Ланка